# 568 (szám)
Az 568 (római számmal: DLXVIII) egy természetes szám.

## A szám a matematikában
A tízes számrendszerbeli 568-as a kettes számrendszerben 1000111000, a nyolcas számrendszerben 1070, a tizenhatos számrendszerben 238 alakban írható fel.
Az 568 páros szám, összetett szám, kanonikus alakban a 23 · 711 szorzattal, normálalakban az 5,68 · 102 szorzattal írható fel. Nyolc osztója van a természetes számok halmazán, ezek növekvő sorrendben: 1, 2, 4, 8, 71, 142, 284 és 568.
Huszonkétszögszám.
Az 568 négyzete 322 624, köbe 183 250 432, négyzetgyöke 23,83275, köbgyöke 8,28164, reciproka 0,0017606. Az 568 egység sugarú kör kerülete 3568,84925 egység, területe 1 013 553,188 területegység; az 568 egység sugarú gömb térfogata 767 597 614,6 térfogategység.